# ورزشگاه لژیون فیلد

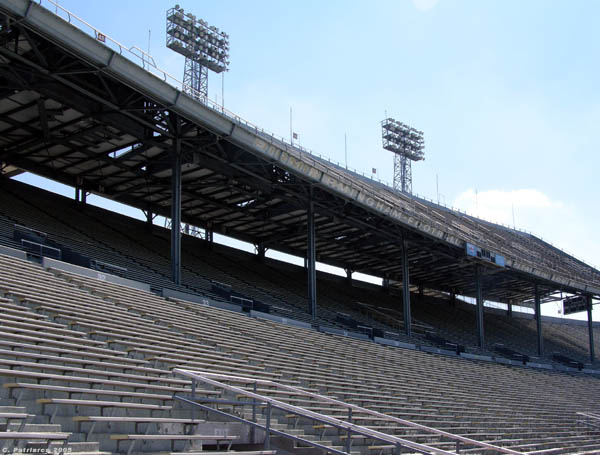

ورزشگاه لیجن فیلد  (به انگلیسی: Legion Field) با ظرفیت ۷۱٬۵۹۴ نفر در شهر برمینگهم ایالت آلاباما واقع شده‌است. این ورزشگاه در تاریخ ۱۹۲۶ تأسیس شد و دارای زمین چمن مصنوعی می‌باشد.

## نگارخانه

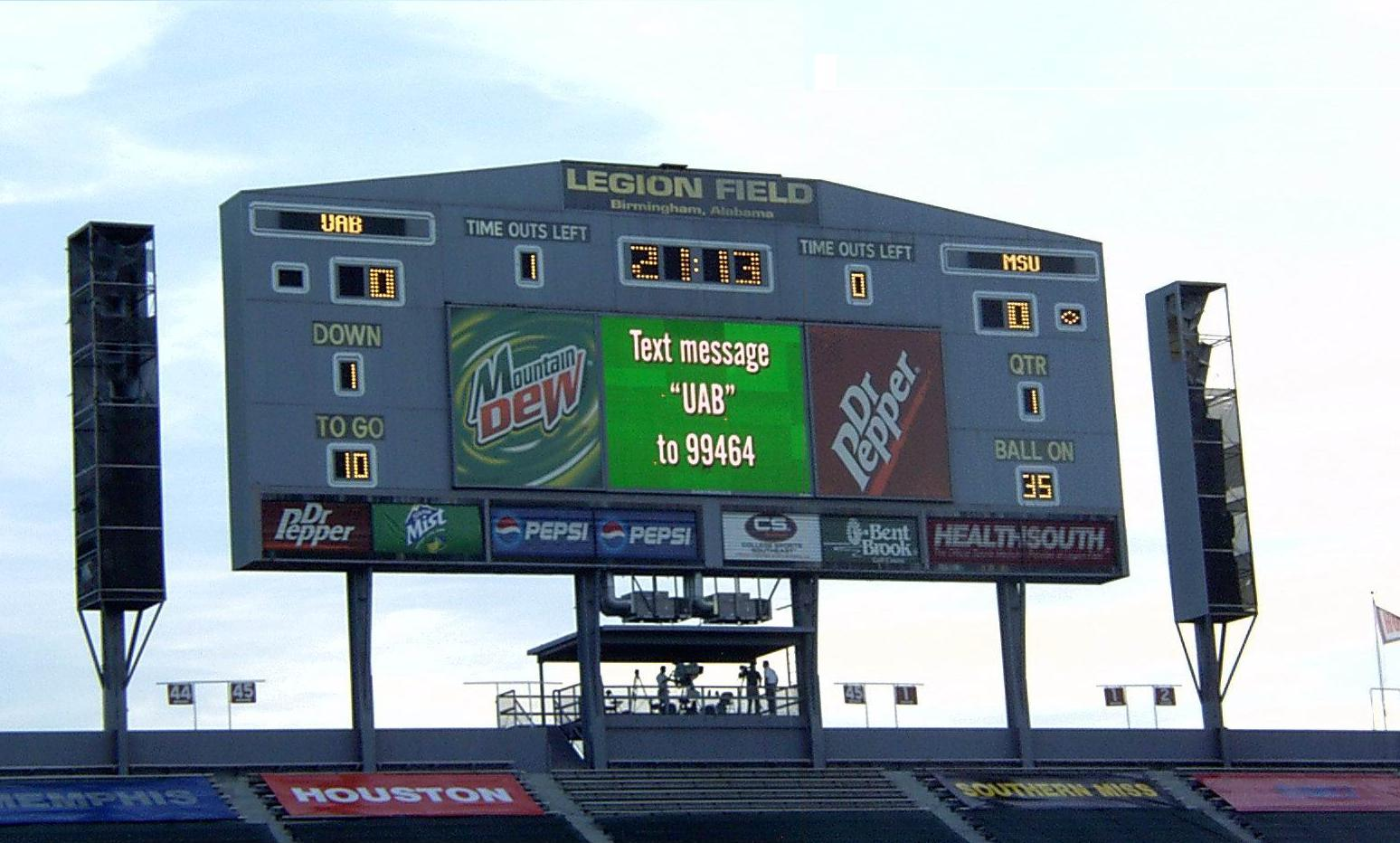
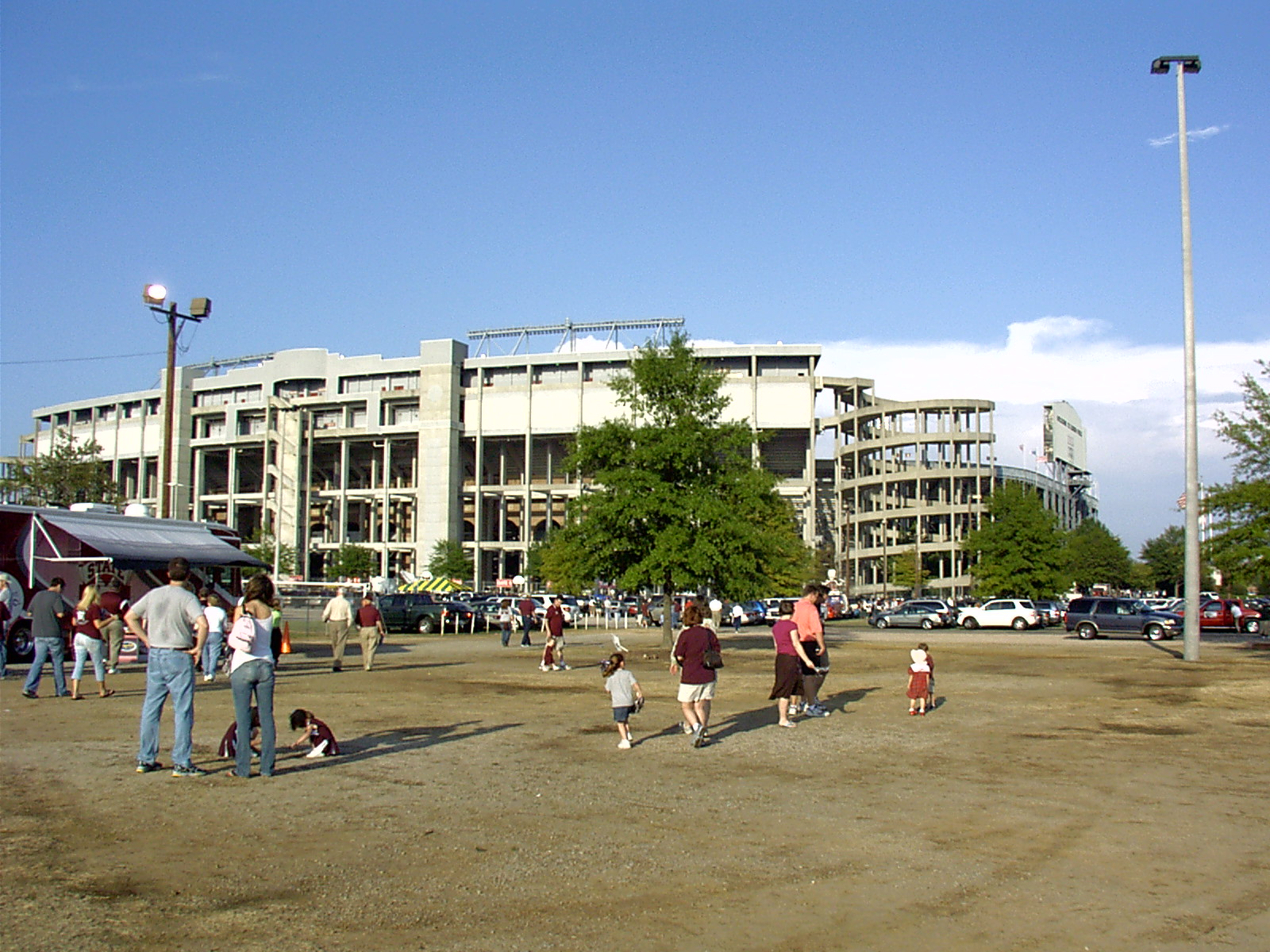
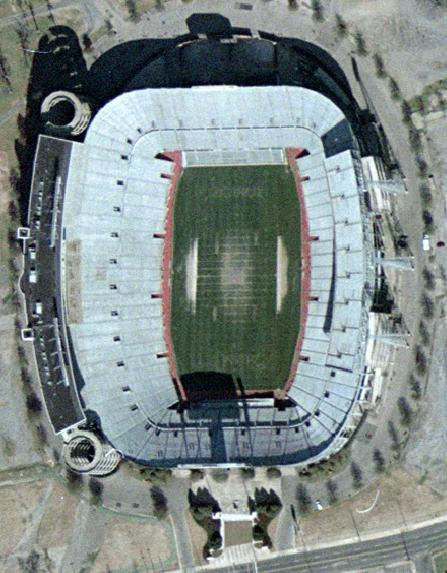